# Seguenzia formosa
Seguenzia formosa is een slakkensoort uit de familie van de Seguenziidae. De wetenschappelijke naam van de soort is voor het eerst geldig gepubliceerd in 1876 door Jeffreys.